# Рабунська сільська рада
Рабунська сільська рада (біл. Рабунскі сельсавет) — адміністративно-територіальна одиниця в складі Вілейського району розташована в Мінській області Білорусі. Адміністративний центр — Рабунь.
Рабунська сільська рада розташована на межі центральної Білорусі, в північній частині Мінської області орієнтовне розташування — супутникові знимки [Архівовано 25 серпня 2011 у WebCite], на схід від Вілейки.
До складу сільради входять 17 населених пунктів:
- Біловоротиця • Ставок • Грицуки • Кочанки • Кловсі • Комарі • Косута • Криве Село • Лейлове • Липневичі • Міхничі • Нестерки • Новосілки • Рабунь • Слипки • Татарівщина • Чижевичі.